# Kim-Il-sung-Universität

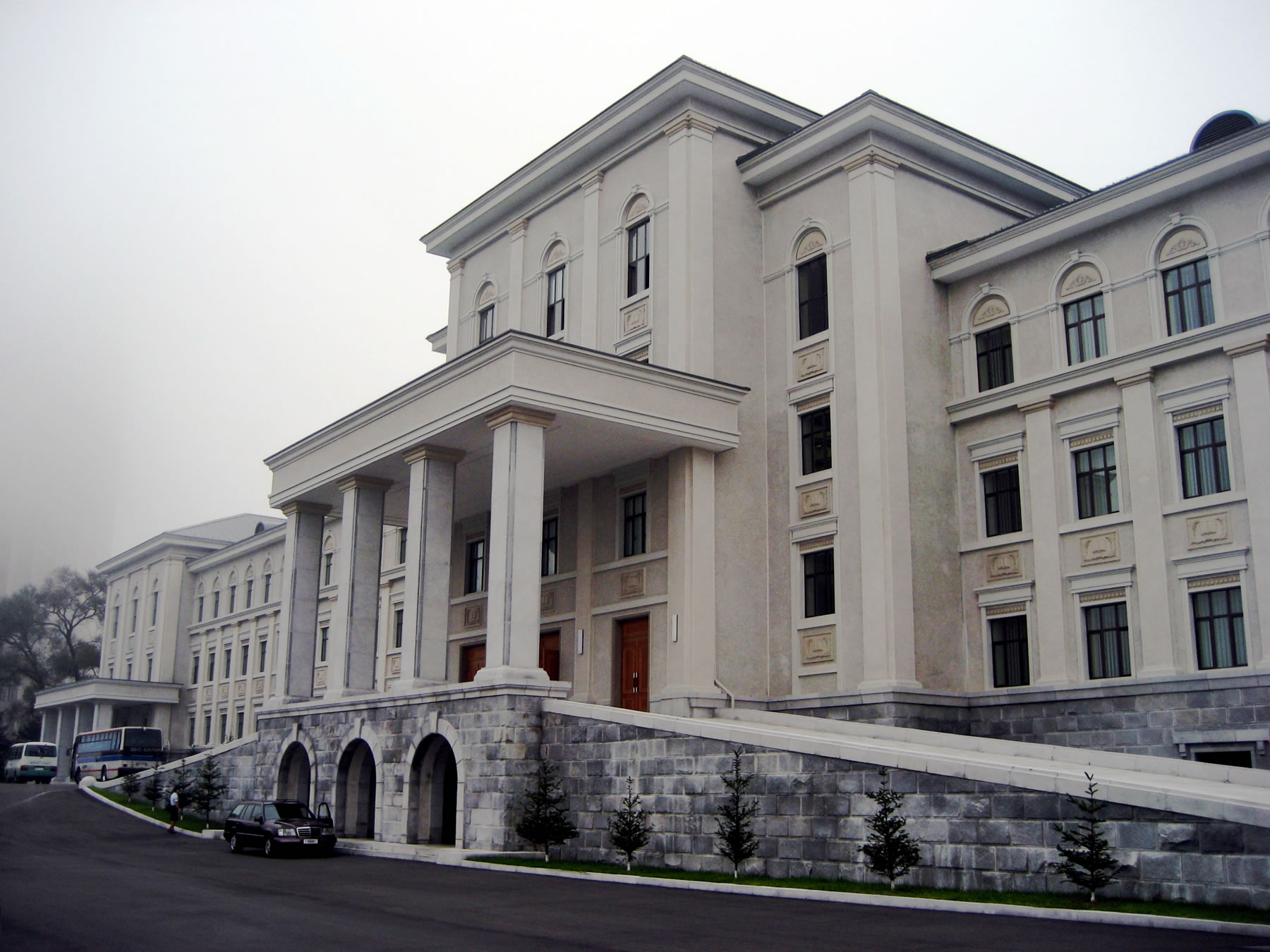
Kim-Il-sung-Universität

Die Kim-Il-sung-Universität (kor. 김일성종합대학, 金日成綜合大學, revid. Romanisierung Gim-Il-seong-Jonghabdaehag) wurde am 1. Oktober 1946 in Pjöngjang (kor. Schreibweise: 평양, pyeong-yang) eröffnet und ist die erste Universität Nordkoreas. Sie befindet sich an der Kumsong-Straße im Stadtbezirk Taesŏng-guyŏk im dortigen Stadtteil Ryongnam-dong.
Ihre Errichtung geht auf einen Beschluss der Partei der Arbeit Koreas vom Juli 1946 zurück, und sie wurde nach dem „ewigen Präsidenten“ Kim Il-sung benannt. Während des Koreakrieges versteckte sich die Universität im heutigen P’yŏngsŏng, an dessen Stelle befindet sich heute eine Gedenkstätte.
Bindende Zulassungsvoraussetzungen schließen eine Empfehlung der weiterführenden Schule und eines Mitglieds der Partei ein. Die Zulassung erfordert die Erfüllung von drei Hauptkriterien: akademische Grade, ein Leben in Übereinstimmung mit Partei und Gesellschaft und den Status des Bewerbers. Dieser ist durch Parteizugehörigkeit der Eltern des Bewerbers definiert und nach dem Kriterium, ob die Familie zum Zeitpunkt der Parteigründung als „proletarisch“ angesehen wurde.
Der Politiker und spätere Flüchtling Hwang Jang-yop war an der Universität zeitweise Hauptdozent für Philosophie und ab April 1965 deren Präsident.
Die Universität ist auf der Vorderseite des 5-Won-Scheines von 1992 abgebildet.

## Fakultäten

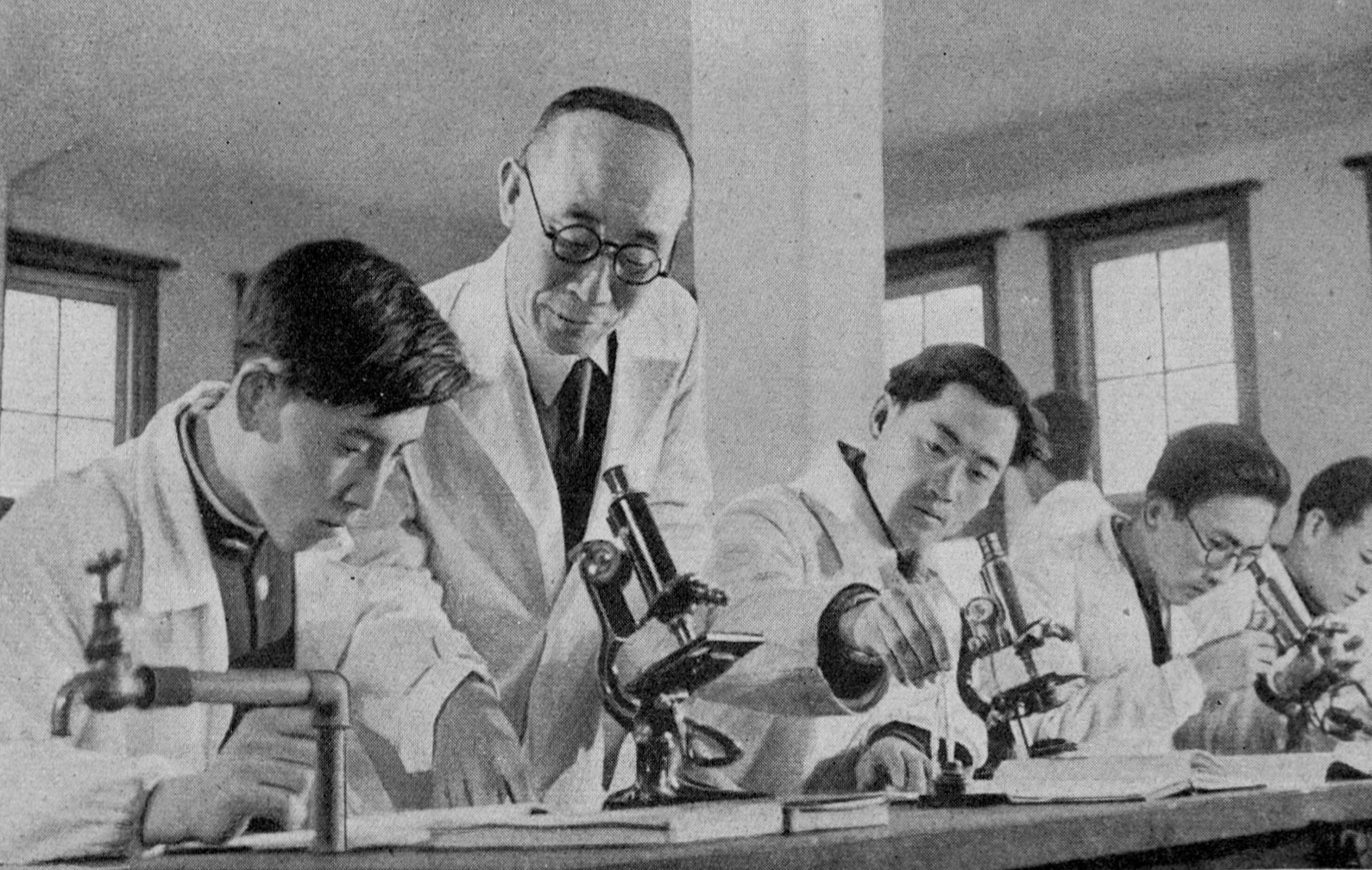
Medizinstudenten an der neueröffneten Kim-Il-sung-Universität im Nov. 1946.

Geistes-, Gesellschafts- und Sozialwissenschaften
- Geschichte
- Philosophie
- Verwaltung und Wirtschaft
- Recht
- Koreanische Sprache
- Fremdsprachen und Literatur

Naturwissenschaften
- Physik
- Mathematik
- Biologie
- Geographie
- Chemie
- Geologie
- Atomenergie
- Automation

Neben den 12 Fakultäten gibt es 50 Abteilungen und etwa 600 Studentenklassen. Die Zahl der Studenten beträgt etwa 12.000 (zusätzlich gibt es mehr als 4000 Nacht- und Austauschstudenten). Es werden auch asiatische, afrikanische und europäische Bewerber akzeptiert.

## Campus
Der Universitäts-Campus umfasst 1.560.000 Quadratmeter und schließt eine naturwissenschaftliche Bibliothek mit mehr als zwei Millionen Büchern ein, dazu eine Sportanlage mit einem dreigeschossigen Hallenstadion aus dem Jahr 1989, Museen, eine Druckerei und ein Krankenhaus. Das Hauptgebäude wurde 1948 erbaut, das vier- und neungeschossige Gebäude mit der Nummer 1 im Jahr 1965. Das Internat der Universität kann 10.000 Studenten beherbergen. Momentan befindet sich eine Erweiterung, "Building No. 3", im Bau.
In der Nähe des Campus befindet sich ein Endpunkt der Kŭmsusan-Linie der Straßenbahn Pjöngjang sowie die Metrostation Samhŭng der Metro Pjöngjang.

## Bekannte Absolventen

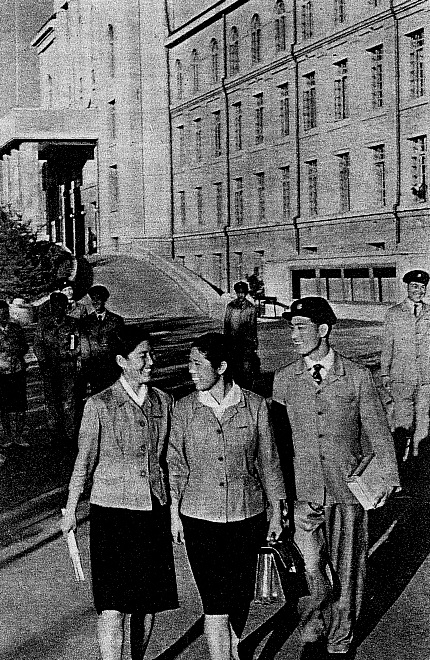
Die Kim-Il-sung-Universität um 1960

- An Kyŏng-ho (1930–2016), Politiker, Vorsitzender des Komitees für die friedliche Wiedervereinigung des Vaterlandes
- Kim Jong-il (1941–2011), Generalsekretär der PdAK und somit Staatsoberhaupt und Regierungschef Nordkoreas, 1960–1964
- Kim Pyong-il (* 1954), Halbbruder von Kim Jong-il und ehemaliger Botschafter in Polen[3]
- Kyong Wonha, Nuklearwissenschaftler
- Andrei Nikolajewitsch Lankow (* 1963), Politologe, als Austauschstudent 1985
- Paek Nam-sun (1929–2007), früherer Außenminister
- Sin Son-ho, Botschafter Nordkoreas bei den Vereinten Nationen
- Zhang Dejiang (* 1946), gegenwärtiger chinesischer Vizepremier, prominenter Führer der Kommunistischen Partei Chinas und Mitglied ihres Politbüros
- Kim Jong-un (* 1984), Sohn von Kim Jong-il, Nachfolger seines Vaters als Generalsekretär der PdAK
- Kim Seong-hye (* 1965), Vorsitzende des Komitee für die friedliche Wiedervereinigung des Vaterlandes

## Bekannte Auslandsstudenten
- Rüdiger Frank (* 1969), deutscher Ökonom und Ostasienwissenschaftler
- Helga Picht (* 1934), deutsche Koreanistin

## Reliquien
In dem Hochhaus der Universität befinden sich drei Fahrstühle, von denen der mittlere bei einem Besuch von Kim Il-sung genutzt wurde. Der Fahrstuhl wird daher als Reliquie geschützt und ist nicht mehr zur öffentlichen Nutzung frei gegeben. Aus entsprechendem Grund ist auch der Tisch im Lesesaal der Universität, an dem Kim Jong-il während seiner Studienzeit gesessen hatte, mit einem weißen Tuch bedeckt.

## Kontroverse
Ein Besuch der BBC bei der Kim-Il-sung-Universität in den 2010er Jahren offenbarte, dass die Studenten kein Internet über die Computer der Universität aufrufen konnten – und dass sie dies nicht gegenüber ausländischer Presse zugeben konnten.